# トイレットトレーニング
トイレットトレーニングないし排泄訓練（はいせつくんれん）とは、排泄に絡む便所の使用に関する訓練（練習と実践を通して、やり方を学ぶこと）を指す。幼児に対するものと、ペットなどの動物に対して行われるものとがある。

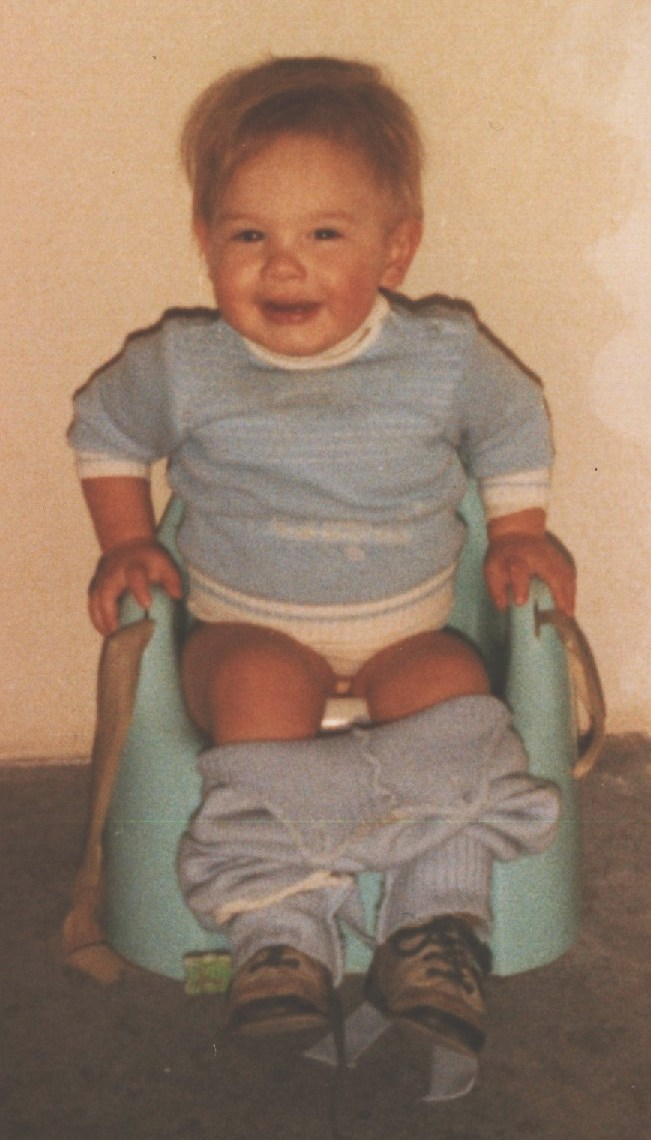
おまるに座る練習

## 人間のトイレトレーニング
人間の幼児の場合には、おむつを常時使用する状態から、自分の意思で一般のトイレで排泄できるようにすることがトイレトレーニングである。お尻のしつけとも言う。温水洗浄便座を設置している家庭では、それらを自分で操作して使用できるようにすることも、トレーニングの目的となる。
最初は出来ないのが当然であるため、最初から全てを1人で行う事を求めたり、排泄に失敗した際にきつく叱ることはすべきでないというのが、育児に関して普遍的に見られる見解である。威圧的な態度で劣等感や恐怖心を与えたり、排泄行為そのものを罪悪感と結びつけてしまうと子どもが萎縮してしまい、便意を上手に伝える事が出来なくなったり、ギリギリまで言い出せずに限界近くで急に尿意・便意を訴えるなどの問題が発生する場合がある。本人がなかなか尿意や便意を自覚できなかったり、一旦成功しても続かなかったり、夜尿症が続くなど、トレーニングを完了するまでの過程や期間は個人差が激しく、後戻りしてしまう場合もある。開始から最終段階に至るまでは慎重かつ気長に進める必要があり、育児書でも多くのページを割いて説明されていることが多い。
これらのトレーニングが当人の人格形成に重要な影響を及ぼすと考える心理学者（→フロイト・肛門期など）もおり、教育の観点から様々な方法論が論じられている。しかし、排泄は誰しもが行う身近な行動であるため、難しく考えず、「トイレが使えることは楽しい」とか「皆に褒められる」といった雰囲気を作るなど、本人とトイレの良好な関係を築く事が望ましいとされる。
また、これらの失敗に関しては保育者の精神的な負担（→育児ストレス）になったり、保育者が冷静さを失って虐待に突入するケースも指摘されている。また子どもが保育者のストレスを感じとって萎縮してしまう場合もある。このため、うまくいかない場合にはトレーニングを中断したり、小学校入学までに1人でトイレにいけるようになれば充分だと考えを持つことも冷静さを保つ1つの方法として示されている。

### 方法
トイレトレーニングの実行時期については、発達の個人差があるため、以下の3条件を備えていることが年齢よりも重要であると日本夜尿症学会常任理事の帆足英一は指摘している。
1. 歩ける
2. いくらか話せる
3. 排尿間隔が1時間半から2時間となっている

トレーニングの方法や手順は必ずしも1つではないが、概ね次のような過程を経る。ただしこれらを一度にさせようとしても失敗の元である。その各々のステップを確実にこなせるようになってから次のステップへと進むことが望ましい。
1. 家族（同性が望ましい）のトイレ使用を見せる。
2. 出かける前や昼寝・夜寝る前などに、おまるやトイレでの排泄を習慣付ける。
3. 排泄の意思表示をさせ、おまるやトイレに行くまでの我慢を促す。
4. 自分の意思でトイレに行かせ、自力で着衣を脱いで排泄させる。
5. 紙の使用や手洗いなど、衛生管理を自力でできるまでにする（最終目標）。

### 性差
性別によって体の構造が異なるため、トレーニング内容も違う。

#### 男児
立って排尿（立ちション）が出来るようになっていた方が望ましい。家庭外では小便器を使う必要に迫られる場合があるためである。小便であっても洋式便器に座らせての排尿だけをさせている場合があるが、後々本人が困る場合がある。
男性が小便する場合、ズボンの前開きから陰茎だけを出してするが、小児男子の場合陰茎が小さく、かつコントロールが難しいため、下半身の着衣を一旦全部脱衣させた方が良い。慣れてきたら半分だけ下ろすなどの段階を経て、小学校に入学するころまでには男児ブリーフやトランクスを着用した状態でさせ、立って下着の上からや裾から陰茎を出して排尿出来るように訓練する。
便器の正面に立たせ、必要とあらば陰茎を持って介助して排尿させ、終わった後はしずくを落とすように振る。一般に男子は小便器を使う場合は紙で拭く事はしない。徐々に介助を減らし自分で出来るようにしていく。
便器に尿を直角に近い確度で当てると飛沫が飛び散り易いため、やや斜めになるようにさせる。失敗して便器外に小便が散ってしまうこともあるため掃除し易いよう周囲を片付けておく必要もある。このような問題を軽減するための道具（後述）も販売されている。

#### 女児
洋式便器なら座らせて、和式便器ならしゃがませて排尿させる。
女児の場合、排尿後の性器に残尿が顕著に残りやすい。また、男児のように構造上振り落とすことができない。このため、排尿だけであっても紙で拭く必要がある。肛門が尿道口や膣に近接している関係上、大便が他に付かないように考え、大便をした場合は背側から手を回し前から後ろへ拭き、小便だけなら前から手を差し入れて前だけを拭く。これを怠ると膀胱炎など雑菌による感染症などの問題が発生する事がある。
日本人は毎日風呂に入る傾向が強いなど、比較的清潔なためトラブルの頻度は低いが、感染症が皆無なわけではないので注意が必要である。入浴の習慣があまりない国や民族の場合は、日本以上に「拭き方による衛生管理」が強調されている。
地域によっては児童公園等の公衆便所にトイレットペーパーの設置がない場合があり、この場合は女児であっても排尿後に残尿の後始末をしない場合がある。女児は男児や成人女性に比べて尿意が切迫しやすいが、万が一緊急避難的に野外での排尿を行った場合も同様に後始末は省略されやすい。しかし、前述の理由により排尿後の局部に残尿を残すことは衛生上の問題に直結し、普段から拭かずに済ませてしまう癖を学んでしまうリスクもある。そのため、ティッシュペーパーの持参を習慣づけ、普段同様に後始末をさせることが望ましい。

### トイレトレーニングで使う器具
- おまる - 幼児は体が小さく、通常のトイレでは使いにくいため。
- 補助便座 - 洋式便器の便座の上に取り付けて口径を小さくする器具。幼児が安定して用を足しやすい。
- 幼児用便器 -幼児が使いやすいように高さや便座の幅などが工夫された大便器・小便器。
- トレーニングパンツ - 尿を漏らした時に皮膚が濡れた感じで不快感を与えるように作られている。布製のものと使い捨ての紙製のものがある。尿を保持する機能はおむつと変わらない。
- 絵本・ビデオ・知育玩具 - 楽しく学習できるよう作られている。
- 携帯小型トイレ - 股間に当てて使用する。外出時にトイレのある場所まで我慢が出来ない場合の備え。
- 踏み台 - 男児の排尿時に、高さが足りず角度の問題がある（飛び散り易い）場合などに使用させる。
- 目印シール - 男児の小便器への排尿時に、「適切なねらい目」を示すためのシール。市販されており、大人向けも存在する。
- 股割れズボン - 中国の子供が穿いているが、紙オムツが普及するにつれて使われなくなっている。

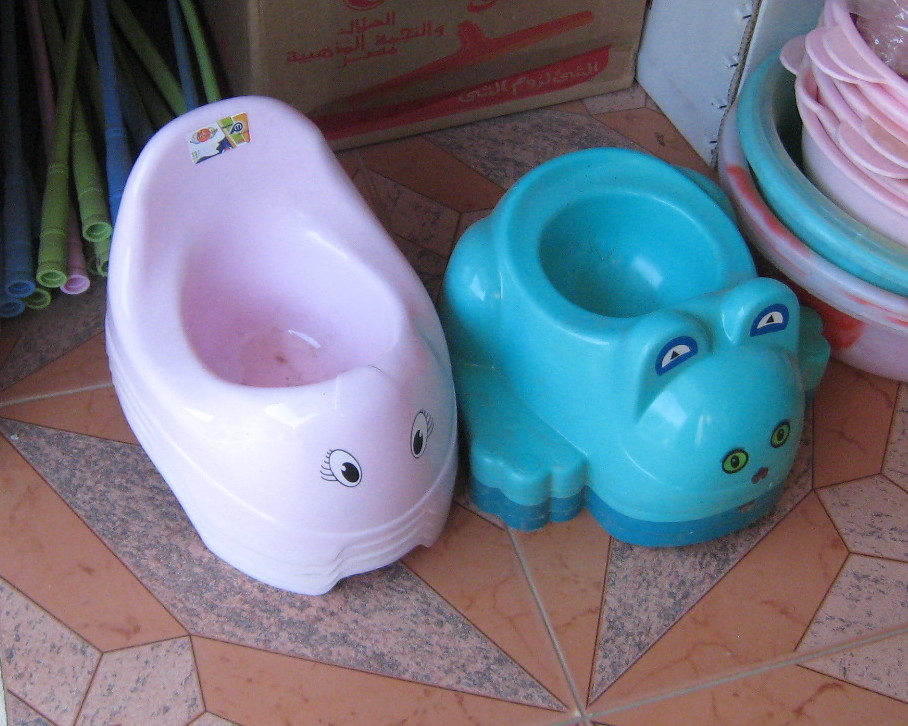
おまる
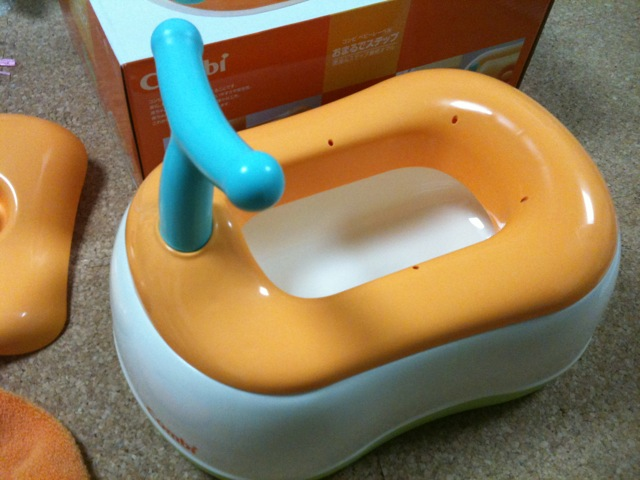
おまる
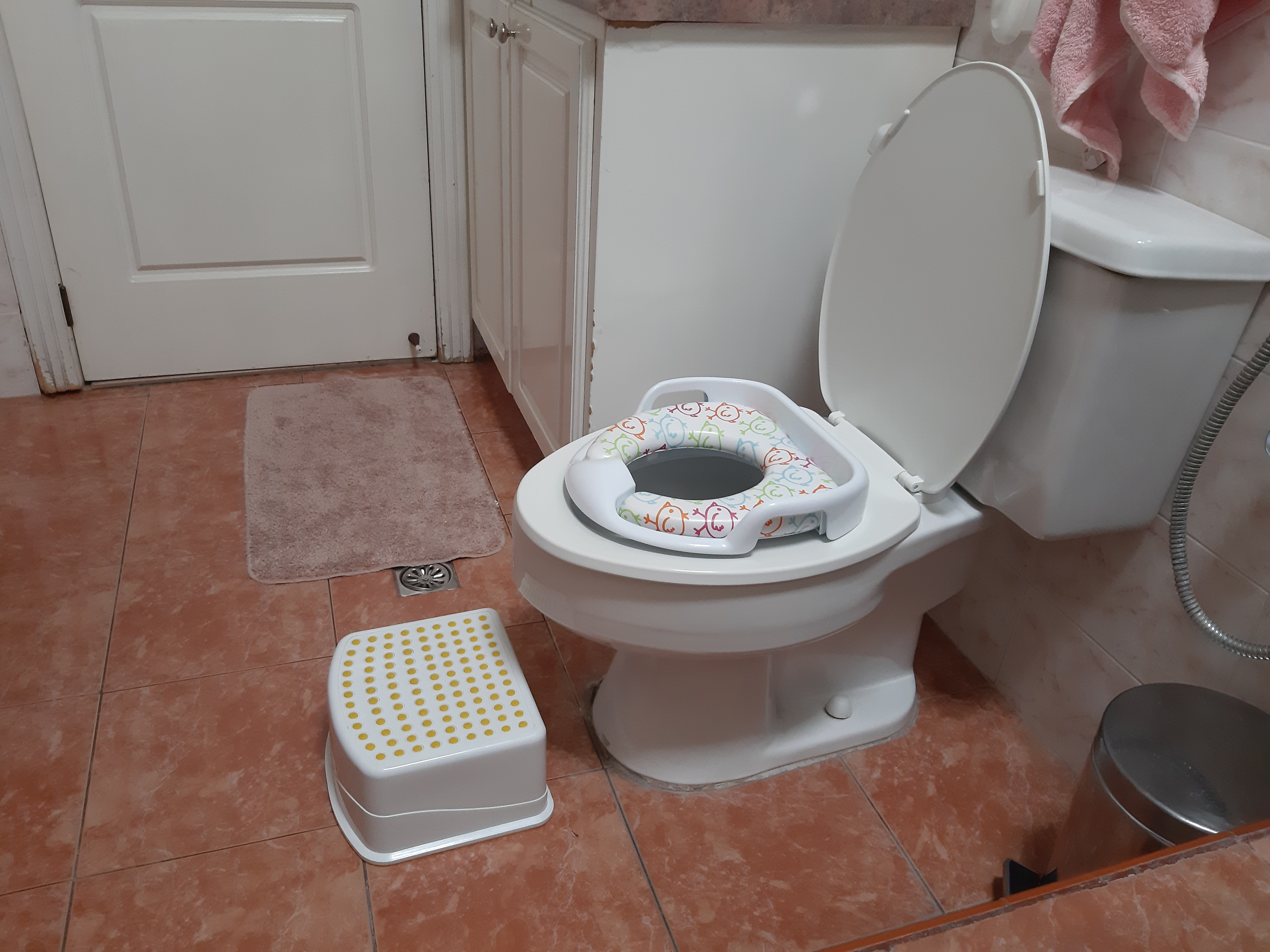
補助便座と踏み台
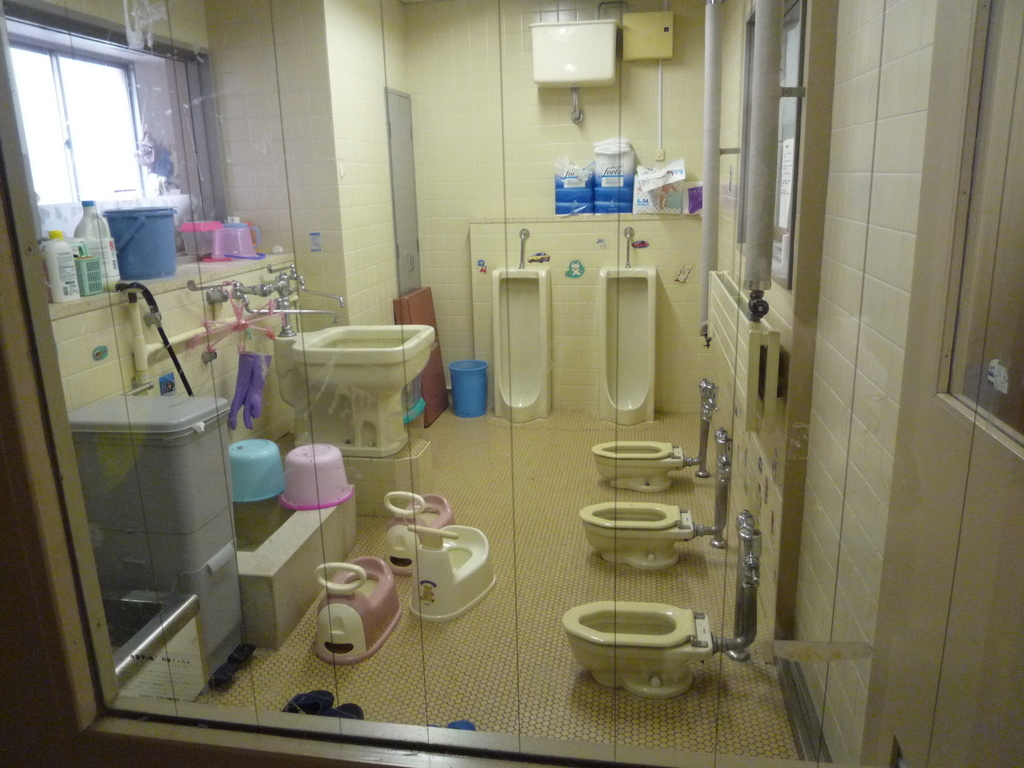
保育所の幼児用便器

### 日本におけるトイレトレーニング
日本では、「おむつはずれの年齢が上昇している」と指摘する声が上がっている。例えば、紙おむつメーカのP&Gの調査によれば、1990年におけるおむつはずれ平均年齢は2歳4ヶ月だったのに対し、2007年は3歳4ヶ月と1歳上昇している。こうした状況から、紙おむつメーカ各社は、従来のものより大きいサイズの紙おむつを販売しており、大きいものでは、最大35キログラムの体重の幼児・児童を対象とした紙おむつが存在する。
おむつはずれの年齢が上昇している傾向についてベネッセ教育総合研究所は、「子どもの発達を見ながら進め、焦らなくてよい」とする育児雑誌の情報の広がったため、古くに使われていた布おむつに比べ手間のかからない紙おむつに移行したことで親がおむつはずしを急がなくなった、などの理由があるのではないかと分析している。

### おむつなし育児
おむつなし育児（おむつなしいくじ）とは、可能な範囲において、赤ちゃんにおむつをはかせずに育てるというものである。日本においては、三砂ちづるらにより研究されている。赤ちゃんは生まれつき大小便の出る感覚が分かっていて、親にサインを送っており、それをキャッチしておまるなどでさせるようにしていれば、おむつはずれが早まるとの考えに基づくものである。東南アジア・アフリカなどの熱帯地方は、オムツなし育児が一般的である。（裕福な家庭では、紙オムツが普及している。）

## ペットのトイレトレーニング
ペットの場合では、所定の位置で排泄するように、飼い主がしつける行為がトイレトレーニングになる。進め方は動物の種類・生活環境によって異なるので、それぞれの飼い方を説明した書籍等を参照してほしい。ペットの中にはほとんど訓練が不可能な種類の動物もおり、訓練が可能だとされる種類の動物でも個体差がある。動物は、種類によって好む排泄場所があるため、様々なペット用のトイレ用品が見られる。しかし動物全般には言葉が通じず手本も示しようが無いなど、総じて幼児よりも訓練期間は長く掛かる傾向がある。
排泄場所は飼い主が決めることになるが、排泄中の動物は非常に神経質であるため、その多くは静かな場所に設置する事が勧められる。また、複数の排泄場所の設置は、定位置での排泄を好む動物を戸惑わせる結果になるため避けた方がよく、一度決定した排泄場所の移動も避けた方がよい。
臭いを頼りに同じ場所に何度も排泄する傾向が見られる種類の動物もおり、それらでは飼い主の意図と違う場所に排泄してしまったら、その場を掃除することはもちろん、充分に清掃・消臭する必要がある。
鳥類は排泄を我慢するという概念も、そのための器官もないため、定位置で排泄するというトイレトレーニングは、ほぼ不可能であるとみられる。
犬や猫の場合は概ねトレーニング可能である。失敗したら叱ってしつけることが多いが、成功したら褒めるようにとしている解説書もある。あらかじめ、新しいトイレにそれら動物から回収した排泄物の臭いを付けるなどの方法も知られている。ただし、それら各々のトレーニングが必ずしも成功に結びつくとは限らず、様々な方法が試みられている。
犬の場合、散歩をする前に排泄を済ませるように訓練すれば、散歩中に糞を拾う手間が省け、環境衛生上も良い。犬の糞や尿の始末は飼い主の義務なので､糞を入れるマナー袋や､ペットボトルに水を入れたもの､(排尿時に匂いを消すために尿にかける)持ち歩く事が望ましい。

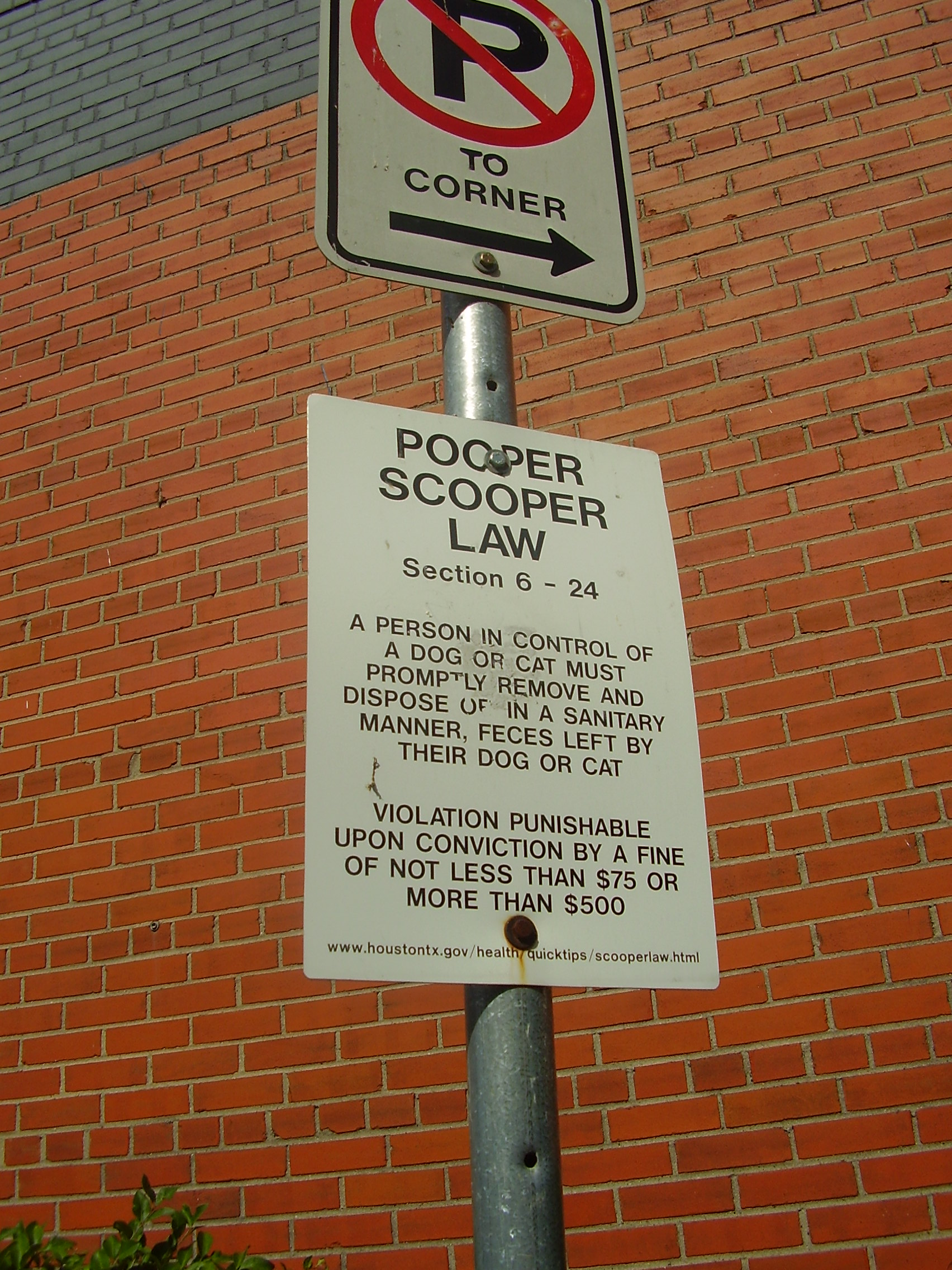
飼い主にペットの糞の後片付けを指示し、違反者には法令にもとづき過料が科されると告知するヒューストンの標識
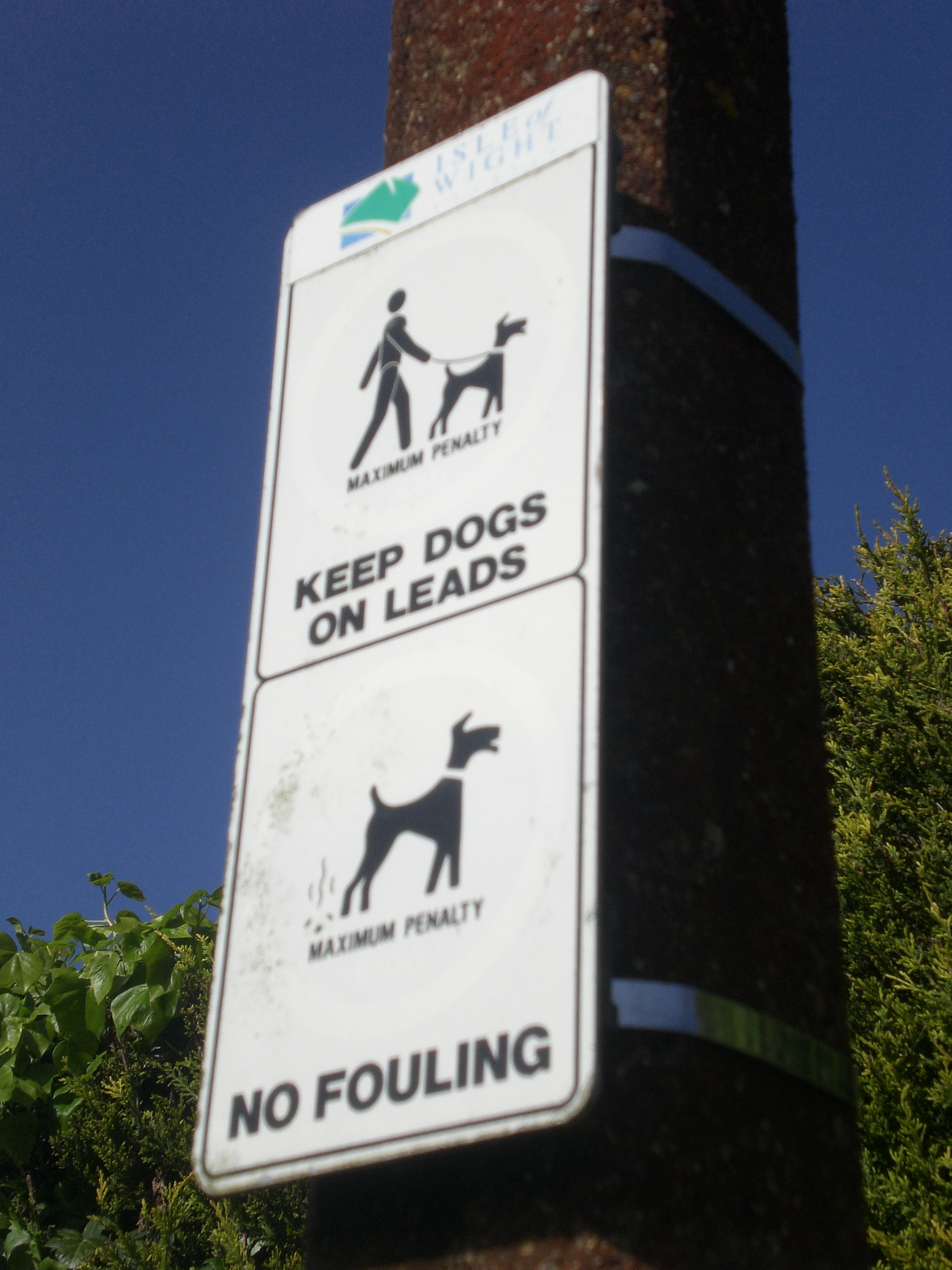
リードを着けることと、犬の汚損(糞)禁止を示す標識
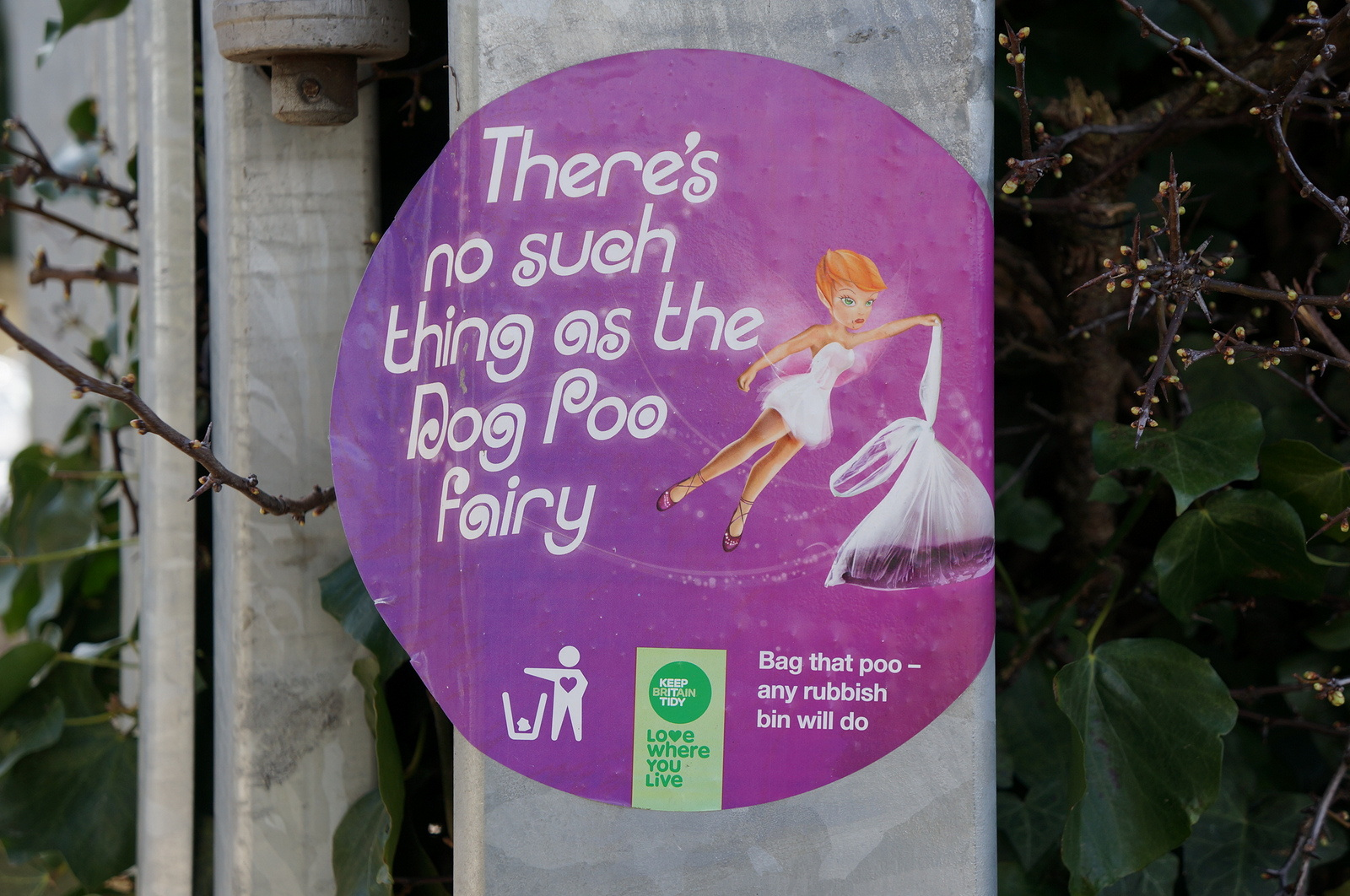
飼い主にペットの糞を処理するよう指示するイースト・ライディング・オブ・ヨークシャーの看板。「犬のうんち妖精のようなものはいません」
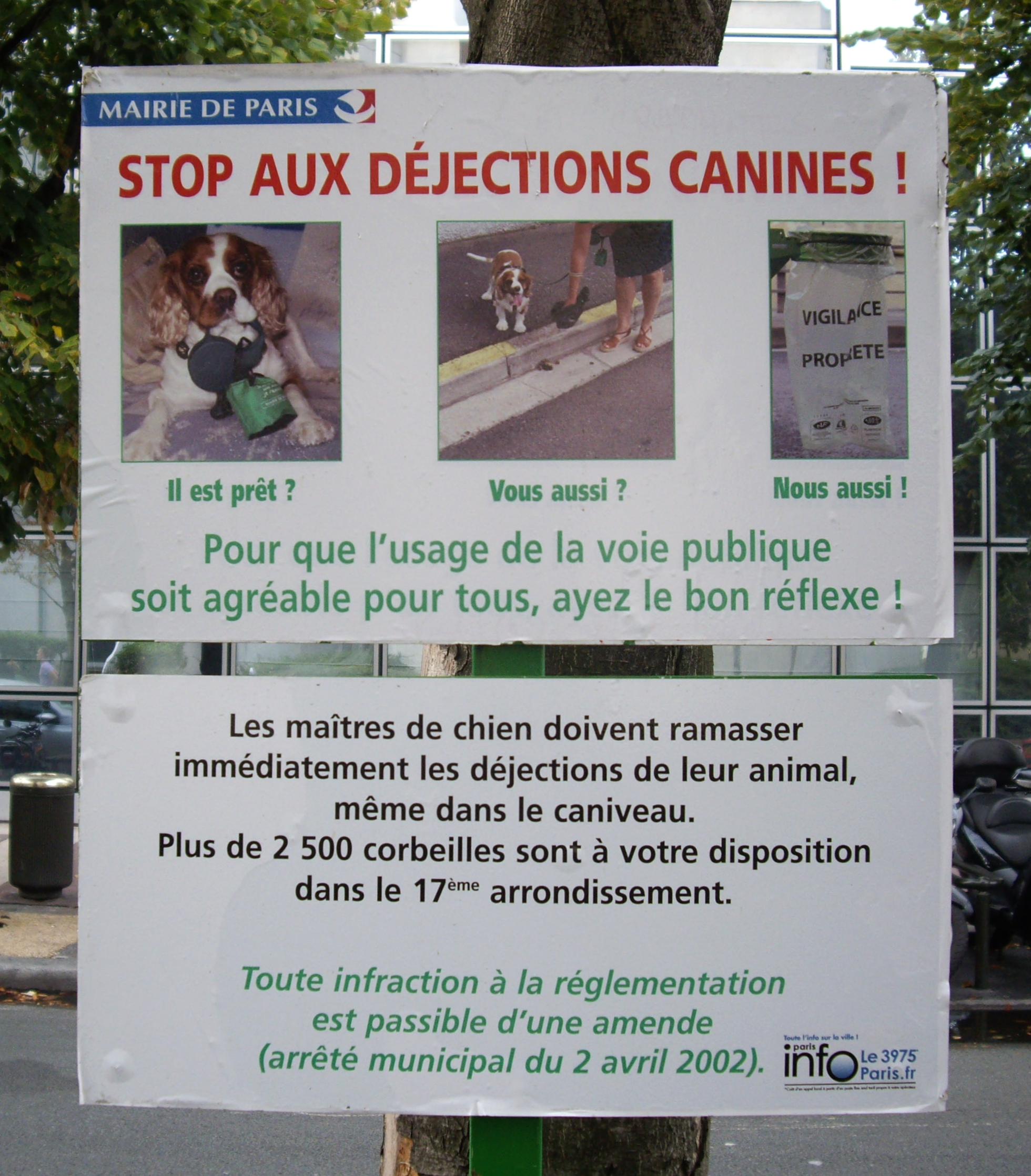
犬の糞をやめろ！ペットの後に片付けをしない犬の飼い主は罰金を科されることを警告するパリの公告

一部には、尿意・便意を飼い主に伝えるように訓練したり、ペット用の携帯トイレを使わせるよう訓練したりする例もあるが、品種・個体によっては実現は難しい。盲導犬のような補助犬では、主人が許可したときのみ排泄するようにしつけられる。
猫に洋式便器を使用させるためのトレーニングキットも存在するが、実際に洋式便器を使用させられるかどうかは、品種・個体差が大きいようだ。